# Бреннан, Джозеф
Джозеф Бреннан (ирл. Joseph Brennan; 14 февраля 1912, Данкинили, Соединённое королевство Великобритании и Ирландии — 13 июля 1980, Браклес, Ирландия) — ирландский государственный деятель, спикер Палаты представителей Ирландии (1977—1980).

## Биография
Занимался бизнесом, был аукционистом. С 1951 г. — депутат Палаты представителей от Фианна Файл.
- 1959—1961 гг. — парламентский секретарь министерства финансов,
- 1961—1965 гг. — парламентский секретарь министерства обороны, одновременно парламентский секретарь премьер-министра,
- 1965—1966 гг. — министр почт и телеграфов,
- 1966—1969 гг. — министр социального обеспечения,
- 1969—1973 гг. — министр труда,
- с 1977 г. — спикер Палаты представителей Ирландии.